# Krirkphol Masayavanich
Krirkphol Masayavanich (tiếng Thái: เกริกพล มัสยวาณิช; sinh ngày 1 tháng 1 năm 1978) là một nam ca sĩ, diễn viên và doanh nhân người Hoa Kỳ, gốc Thái Lan, anh nổi tiếng với bộ phim truyền hình kinh điển về tuổi teen của Thái Lan Torfun Kub Marvin (Vươn tới vì sao) sản xuất 1996, ngoài ra còn là ca sĩ được yêu thích hàng đầu trong những năm 90 và đầu thập niên 2000 với nhiều bản hit đình đám. Tại Việt Nam, anh là gương mặt quen thuộc trong các phim truyền hình ăn khách nhưː Nàng công chúa lửa (2016), Tình nồng vấn vương (2018), Dục vọng tình yêu (2020)... .

## Tiểu sử gia đình
Krirkphon Masayavanich, biệt danh là Fluke, sinh ngày 1 tháng 1 năm 1978 tại tiểu bang Tennessee, Hoa Kỳ, anh là một diễn viên kiêm ca sĩ nổi tiếng người Mỹ gốc Thái Lan, cha anh tên là Manit Masayavanich, mẹ anh không rõ tên, anh có một chị gái tên là Punch Chonamas Masayavanich. Thuở nhỏ Fluke học tại trường nội trú Pomfret thuộc tiểu bang Connecticut, sau đó trở về Thái Lan tốt nghiệp lớp 12 tại Trường Quốc tế Bangkok (International School Bangkok) và học đại học tại trường Đại học Assumption khoa Nghệ thuật Tự do, tốt nghiệp vào năm 2001 .

## Sự nghiệp

### Diễn xuất và ca hát
Fluke bắt đầu gia nhập làng giải trí ở độ tuổi còn khá trẻ khi mới 17 tuổi. Năm 1995, anh đã có màn ra mắt công chúng khi có màn trình diễn trong video ca nhạc Tomorrow Not Late của Tata Young. Cùng năm anh khởi nghiệp với tư cách diễn viên khi tham gia vai chính trong bộ phim truyền hình nổi tiếng Lad Fah Maha Ruk. Năm 1996, sự nghiệp của Fluke bắt đầu nở rộ ở độ tuổi 18 khi tham gia đóng vai chính Marvin trong bộ phim truyền hình kinh điển về tuổi teen Torfun Kub Marvin tựa gốc là Dệt mơ ước cùng Marvin (Dreaming with Marvin) đóng cặp với nữ diễn viên Phiyada Akkraseranee, bộ phim đã tạo nên cơn sốt tại khắp Thái Lan khiến anh trở thành ngôi sao tuổi teen được săn đón hàng đầu tại xứ sở chùa vàng vào thời điểm đó. Song song với sự nghiệp điện ảnh, anh cũng phát triển sự nghiệp làm ca sĩ solo khi phát hành album đầu tay mang tên Fluke, với nhiều bản hit đều là nhạc phim của Torfun Kub Marvin và một số ca khúc khác nhưː I love you so much, Bài hát của cô ấy (La..la), Khi nào, Torfun, Câu trả lời, Chỉ nghĩ về em....
Năm 1997, sự nghiệp diễn xuất của Fluke tiếp tục trên đà thăng tiến với vai diễn chính trong bộ phim Duang Fai Nai Pa Yu (Light in the storm), bộ phim lấy đề tài về ma túy học đường. Với việc hóa thân xuất sắc vào vai diễn cậu sinh viên Natee nghiện ma túy với nội tâm giằng xé phức tạp giúp anh đạt được giải thưởng Ảnh đế truyền hình (Nam diễn viên chính xuất sắc nhất) của giải thưởng TV gold awards lần thứ 12 khi chỉ mới 19 tuổi. Đồng thời, anh phát hành album solo thứ hai mang tên Two Stories, Two Side tập hợp các bài hát trong phim như: Không ai yêu tôi, Không đủ tốt, Vẫn bị đánh, Vì em... và bản song ca Đừng bỏ cuộc cùng với nữ ca sĩ Aom Sunisa .
Năm 1999, Fluke tiếp tục thăng hạng trong sự nghiệp diễn xuất từ ngôi sao truyền hình trở thành ngôi sao điện ảnh khi tham gia đóng chính trong phim điện ảnh lãng mạn bi kịch kinh điển Kampaeng (Tựa tiếng Anh: The wall). Bộ phim đạt nhiều giải thưởng trong nước, tiêu biểu là chiến thắng 4 hạng mục quan trọng tại Giải thưởng Phra Surasawadee Awards (Búp bê vàng Thái Lan) lần thứ 23, trong đó Fluke nhận được giải Búp bê bạc cho Ngôi sao đang lên. Sau đó, anh phát hành album nhạc phim Kampaeng Soundtrack (The Wall) tập hợp tất cả bài hát trong phim .
Năm 2001, Fluke đóng vai chính Kaew trong bộ phim truyền hình nổi tiếng Look Tard (Đứa con nô lệ). Từ năm 2003 đến 2008 anh có một vài dự án phim như: See Pan Din (2003), Naree club (2007), Naree club 2 (2008)... Kể từ năm 2008 anh bắt đầu rút lui khỏi làng giải trí tập trung vào lĩnh vực kinh doanh. Đến năm 2016, anh trở lại làng giải trí với vai diễn Hoàng tử Kamin trong bộ phim truyền hình Nàng công chúa lửa. Năm 2017, anh tham gia show ca hát Mặt nạ ca sĩ (King of Mask Singer) phiên bản Thái 2017 (mùa 3) với tư cách thí sinh. Kể từ năm 2017, anh tham gia đóng phim đều đặn với các dự án truyền hình nổi bật như: Sai Yom Si (2017), Tình nồng vấn vương (phát hành ở Việt Nam với tên Đuổi bóng tình yêu) (2018), Những anh chồng vàng (2019), Dục vọng tình yêu (2020).... .

### Kinh doanh
Ngoài diễn xuất và ca hát, Fluke còn là một doanh nhân trẻ thành đạt tại Thái Lan và Mỹ. Từ năm 2008, sau khi rút lui khỏi giới giải trí anh đã làm việc tại công ty thực phẩm chức năng BHip Global. Đến năm 2015, anh trở thành CEO của Bhip Thailand. Đồng thời, anh cũng là chủ sở hữu của chương trình NheeTiewGun (được phát sóng trên kênh Workpoint TV channel) và chủ công ty sản xuất phim FAB creation .

## Đời tư
Fluke được giới truyền thông đặt cho biệt danh là "Casanova Thái Lan" bởi vì anh có nhiều mối quan hệ với các diễn viên trong showbiz như: Nun- Sinitra Bunyasak, Sonia Cooling, Tao-Sarocha, Douk -Inthira Dangjamrun... cho đến khi quyết định kết hôn với Chayada Liuchalermwong, cựu người dẫn chương trình chương trình Teen Talk vào ngày 22 tháng 10 năm 2002, sau khi hẹn hò được 2 năm, họ có với nhau một cậu con trai tên là Achirawat Masayawanich (biệt danh Achi, sinh năm 2003). Sau sáu năm kết hôn, họ tuyên bố ly hôn vào năm 2008.
Năm 2020, Fluke tái hôn với nữ diễn viên Natalie Nattinee Chearavanont, họ có với nhau một cô con gái tên Natasha (sinh năm 2021).

## Sự nghiệp ca hát

### Album
- Fluke (1996)
- Two Stories, Two Side (1997)
- Kampaeng Soundtrack (The Wall) (1999)

## Phim tham gia

### Phim điện ảnh
| Năm  | Tựa      | Vai            | Đóng với                          |
| ---- | -------- | -------------- | --------------------------------- |
| 1999 | Kampaeng | Kanpon / "Kan" | Kejmanee Pichaironnarongsongkhram |

### Phim truyền hình
| Năm  | Tựa                                                | Đài      | Vai                       | Đóng với                                                |
| ---- | -------------------------------------------------- | -------- | ------------------------- | ------------------------------------------------------- |
| 1995 | Lad Fah Maha Ruk                                   | CH5      | Padboke                   | Sinitta Boonyasak & Chintara Sukapatana                 |
| 1996 | Torfun Kub Marvin Vươn tới vì sao                  | CH5      | Marvin Wattanasiri        | Phiyada Akkraseranee                                    |
| 1997 | Duang Fai Nai Pa Yu                                | CH5      | Natee                     | Chatcha Rujinanont                                      |
| 1999 | Dod Diew Mai Diew Dai                              | CH5      | Burapha                   | Phiyada Akkraseranee                                    |
| 2001 | Look Tard Đứa con của nô lệ                        | CH5      | Kaew                      | Siriyakorn Pukkavesh                                    |
| 2003 | See Pan Din                                        | CH9      | Oad Prapot                |                                                         |
| 2007 | Naree Club Year 1                                  | CH5      | Glahng                    | Sopitnapa Chumpanee                                     |
| 2008 | Naree Club Year 2                                  | CH5      | Glahng                    | Sopitnapa Chumpanee                                     |
| 2016 | Plerng Naree Nàng công chúa lửa                    | CH3      | Hoàng tử Kamil            |                                                         |
| 2017 | Sai Yom Si                                         | CH8      | Buranat / "Bu"            | Pataratida Patcharawirapong                             |
| 2018 | Sai Rak Sai Sawat Tình nồng vấn vương              | One HD   | Công tử Ying Sak Warakorn | Pataratida Patcharawirapong & Pantila Pansirithanachote |
| 2018 | Khun Ya Dot Com                                    | True4u   | Tian                      | Nattarinee Jiarawanon                                   |
| 2019 | THE HUSBANDS: Samee See Thong Những anh chồng vàng | AmarinTV | Yon                       | Katreeya English                                        |
| 2020 | Bpai Hai Teung Duang Dao Đi tới những vì sao       | One HD   | Siwatas                   | Natthapat Wipatkornthrakul                              |
| 2020 | Fai Sin Chua Dục vọng tình yêu                     | GMM25    | Tharn                     | Yardthip Rajpal & Rhatha Phongam                        |
| 2022 | Plerng Kinnaree                                    | CH7      |                           | Suvanant Kongying                                       |

## MC
- Karao game
- Talk to think
- Let's get away

## Lồng tiếng
- Walt Disney animated film Atlantis: The Lost Empire - Milo.
- Walt Disney animated film Atlantis: Milo's Return - Milo.

## Sân khấu kịch
- Wiman Muang (1997)

## Video ca nhạc
- Miss you - Raptor (1994)
- Tomorrow not late -Tata Young (1995)

## Hòa nhạc
- Buổi hòa nhạc "Tata Special Concert Episode I Love You (1995)
- Buổi hòa nhạc Mos-Tata & Friends (1997)
- Buổi hòa nhạc thiếu niên vì không khí sạch (1997)
- Buổi hòa nhạc kỷ niệm 10 năm EXACT (2002)

## Giải thưởng
- 1997ː Nam diễn viên chính xuất sắc nhất - Giải thưởng TV gold awards lần thứ 12 (trong phim truyền hình Duang Fai Nai Pa Yu)
- 1999ː Búp bê bạc - Giải thưởng Phra Surasawadee Awards lần thứ 23 (phim Kampaeng)